# 四長棘鯛
四長棘鯛（学名：Argyrops bleekeri），又稱小長棘鯛，俗名盤仔，是輻鰭魚綱鱸形目鯛科的其中一種。在日本稱為台灣鯛。

## 分布
本魚分布於印度西太平洋區，包括馬來西亞、菲律賓、越南、日本、韓國、台灣、中國沿海等海域。

## 深度
水深30至200公尺。

## 特徵
本魚體呈淡紅色，體側具數條橫帶。背鰭硬棘12枚，其中第二硬棘較短，第三~八棘均顯著延長，軟條10枚；臀鰭硬棘3枚，軟條8枚。體長可達40公分。

## 生態
本魚為底棲性魚類，棲息在大陸棚具沙泥底質海域，肉食性，以甲殼類、軟體動物、小魚為食。

## 經濟利用
美味的食用魚，可做成生魚片、清蒸或紅燒。

## 外部連結
- 台灣魚類資料庫（页面存档备份，存于）